# Las sombras viven
Las Sombras viven es una novela de ciencia ficción del novelista Orson Scott Card del universo de la Saga de Ender publicada en 2021. Esta continuara la saga de las novelas de la sombra tras el final existente de la saga (cronológicamente).
Card ha dicho que ""Las Sombras viven"" marcará el final de algunos de los hilos de la trama que quedaron colgando en La sombra del Gigante (el cuarto libro de las sombras). El libro continuara la trama Hijos de la mente (el libro final de la pentalogía de Ender original).  Esta novela se ideó inicialmente como parte de Sombras en Vuelo, pero fue separada y se publicara como Shadows Alive.